# 希林·伊巴迪
希林·伊巴迪（羅馬化：Širin Ebādi；1947年6月21日—）是一位伊朗女性律师和人权活动者，人权捍卫者中心的创始人。2003年10月10日因她为民主和人权，特别是为妇女和儿童的权益和庇護權所作出的努力而被授予诺贝尔和平奖，成为第一位获奖的伊朗人和穆斯林女性。
2009年11月26日希林·伊巴迪突遭伊朗政府強制沒收其諾貝爾和平獎，該舉動是諾貝爾和平獎頒發以來從未有的事，顯示伊朗政府打擊反對言論的人士。
伊巴迪在德黑兰居住，但由于伊朗对批评现行政权的公民迫害的增加，2009年6月以来她一直流亡在英国。2004年，她入选《福布斯》杂志的“世界百名权威女性”名单。她还入选“100个最具影响力女性”名单。
2022年11月，希林·伊巴迪就阿米尼示威表示「一方面，看到年輕一代如此勇敢地對抗獨裁者，我感到樂觀和充滿希望。另一方面，看到年輕人被逮捕或殺害，我非常難過。民眾的訴求不再是反頭巾。艾米尼被殺是導火線，現在人們不想要伊斯蘭共和國，想推翻政權。」

## 出版书籍
- Iran Awakening: One Woman's Journey to Reclaim Her Life and Country (2007) ISBN 978-0-676-97802-5
- Refugee Rights in Iran (2008) ISBN 978-0-86356-678-3
- The Golden Cage': three brothers, three choices, once destiny (2011) ISBN 978-0-9798456-4-2

## 延伸阅读
- Kim, U.; Aasen, H. S. & Ebadi, S. . Bergen: Fagbokforlaget. 2003. ISBN 978-82-7674-922-9.

## 参閱
- 諾貝爾獎女性得主列表
- 伊斯蘭女性主義